# Hanne Verbruggen
Hanne Verbruggen, född 27 maj 1993, är en friidrottare från Belgien. Hon deltog vid olympiska sommarspelen 2020.